# Krum Yanev
Krum Ivanov Yanev (Plovdiv, 9 de janeiro de 1929 - 24 de agosto de 2012) foi um futebolista búlgaro, medalhista olímpico. 

## Carreira
Krum Yanev fez parte do elenco medalha de bronze, nos Jogos Olímpicos de 1956, como jogador.